# István Szent-Iványi
István Csaba Szent-Iványi (maďarsky Szent-Iványi István Csaba; * 12. listopadu 1958, Kecskemét) je maďarský diplomat, etnograf, liberální politik, sociolog, mezi lety 1990 až 2004 poslanec Zemského sněmu, v letech 2004 až 2009 poslanec Evropského parlamentu a mezi lety 2010 až 2015 velvyslanec ve Slovinsku.

## Biografie
Narodil se roku 1958 ve městě Kecskemét v tehdejší Maďarské lidové republice. V roce 1988 byl jedním ze zakládajících členů Svazu svobodných demokratů (SZDSZ), za který byl v prvních svobodných parlamentních volbách v roce 1990 zvolen poslancem Zemského sněmu. Přičemž ve volbách v letech 1994, 1998 a 2002 byl opětovně zvolen.
Ve volbách do Evropského parlamentu roku 2004 byl ze druhého místa kandidátní listiny SZDSZ zvolen europoslancem a zasedl do frakce Aliance liberálů a demokratů pro Evropu (ALDE). Jeho tehdejším asistentem byl János Bóka. V eurovolbách v roce 2009 byl lídrem kandidátní listiny SZDSZ, ale se ziskem 2,16% odevzdaných hlasů strana neobhájila ani jeden europoslanecký mandát. 
Od 25. ledna 2010 do 31. ledna 2015 zastával post maďarského velvyslance ve slovinské Lublani.
Mezi lety 2015 až 2018 byl odborníkem na mezinárodní vztahy v Maďarské liberální straně (MLP) vedené Gáborem Fodorem. 

### Soukromý život
Je ženatý, s manželkou Dorottya	Veress mají tři děti: Klára, Ágnes a Domokos.

## Ocenění
- Litva: Sausio 13-osios atminimo medalis (1992)
- Maďarsko: Báthory-díj (2006)